# Pidafak
 (mai 2017).
Pidafak (persan : پيدافك romanisé en Pīdāfak) est un village dans la province de Kerman en Iran. Lors du recensement de 2006, sa population était de 86 habitants répartis dans 18 familles.